# حرف‌های صد من یه غاز (ترانه تیلور سوئیفت)
«حرف‌های صد من یه غاز» (انگلیسی: Sweet Nothing) ترانه‌ای از خواننده و ترانه‌پرداز آمریکایی، تیلور سوئیفت است که در دهمین آلبوم استودیویی او با عنوان نیمه‌شب‌ها (۲۰۲۲) قرار دارد. او این ترانه را همراه با جو آلوین، که با نام مستعار ویلیام بوری در اعتباردهی ذکر شده است، نوشته و همراه با جک آنتونوف تهیه کرده است. این قطعه در سبک بدروم پاپ و سافت راک ساخته شده و یادآور بالادهای دههٔ ۱۹۷۰ است. تولید موسیقی آن با پیانوی الکترونیک انجام شده و با سازهای ساکسوفون و کلارینت همراهی می‌شود. در متن ترانه، راویِ سوئیفت از حضور آرام‌بخش شریک زندگی‌اش و حرکات سادهٔ او در میان آشوب دنیای بیرون قدردانی می‌کند.
منتقدان موسیقی، شعرهای صمیمی و احساسات آسیب‌پذیر و صدای لطیف «حرف‌های صد من یه غاز» را تحسین کردند. برخی از نقدها این ترانه را یکی از بهترین قطعات آلبوم نیمه‌شب‌ها دانستند و نشریهٔ اسکوایر آن را در فهرست بهترین ترانه‌های سال ۲۰۲۲ قرار داد. «حرف‌های صد من یه غاز» در جدول ۲۰۰ آهنگ جهانی بیلبورد به جایگاه ۱۴ رسید و در جدول تک‌آهنگ‌ها در استرالیا، کانادا، فیلیپین، سنگاپور و ایالات متحده در میان ۲۰ ترانهٔ برتر قرار گرفت. این قطعه موفق به دریافت گواهی‌نامه‌های فروش در استرالیا، برزیل، کانادا، نیوزیلند و بریتانیا شد. سوئیفت این ترانه را دو بار در ششمین تور کنسرت خود یعنی تور دوره‌ها (۲۰۲۳–۲۰۲۴)، اجرا کرد.

## جدول‌های موسیقی
| جدول (۲۰۲۲)                              | بالاترین جایگاه |
| ---------------------------------------- | --------------- |
| استرالیا (ای‌آرآی‌ای)                      | ۱۴              |
| کانادا (۱۰۰ تک‌آهنگ داغ کانادا)           | ۱۵              |
| جمهوری چک (۱۰۰ تک‌آهنگ دیجیتال برتر)      | ۶۶              |
| ۲۰۰ آهنگ جهانی (بیلبورد)                 | ۱۴              |
| یونان بین‌المللی (آی‌اف‌پی‌آی)               | ۳۰              |
| ایرلند (بیلبورد)                         | ۱۵              |
| لیتوانی (آگاتا)                          | ۷۲              |
| مالزی بین‌المللی (آرآی‌ام)                 | ۱۶              |
| فیلیپین (بیلبورد)                        | ۱۲              |
| پرتغال (ای‌اف‌پی)                          | ۳۴              |
| سنگاپور (انجمن صنعت ضبط سنگاپورآرآی‌ای‌اس) | ۱۵              |
| ۷۸                                       |                 |
| اسپانیا (پروموزیک)                       | ۸۹              |
| سوئد (فهرست برترین‌های سوئد)              | ۵۹              |
| سوییس استریمینگ (Schweizer Hitparade)    | ۷۰              |
| بریتانیا (بیلبورد)                       | ۱۸              |
| پخش جاری صوتی بریتانیا (اوسی‌سی)          | ۱۸              |
| بیلبورد هات ۱۰۰ ایالات متحده             | ۱۵              |
| ویتنام (ویتنام هات ۱۰۰)                  | ۲۷              |

## گواهی‌نامه‌ها
| منطقه                                   | گواهی    | واحد گواهی‌شده/فروش |
| --------------------------------------- | -------- | ------------------ |
| استرالیا (آی‌اف‌پی‌آی استرالیا)            | Platinum | ۷۰٬۰۰۰             |
| برزیل (پرو موزیکا برزیل)                | Gold     | ۲۰٬۰۰۰             |
| کانادا (میوزیک کانادا)                  | Gold     | ۴۰٬۰۰۰             |
| نیوزیلند (آرآی‌ای‌ان‌زد)                   | Gold     | ۱۵٬۰۰۰             |
| بریتانیا (بی‌پی‌آی)                       | Silver   | ۲۰۰٬۰۰۰            |
| رقم فروش+پخش جاری تنها بر پایهٔ گواهی‌ها. |          |                    |